# Amphicyllis globus
Espèce
Amphicyllis globus est une espèce d'insectes de l'ordre des coléoptères, de la famille des Leiodidae et du genre Amphicyllis.

## Synonymie
Selon BioLib (22 août 2014) : 
- Agathidium ferrugineum Sturm, 1807
- Sphaeridium globosus Thunberg, 1794
- Sphaeridium globus Fabricius, 1792
- Sphaeridium ruficollis Olivier, 1790